# Araespor
Araespor é um gênero de cerambicídeo da tribo Achrysonini.

## Espécies
- Araespor callosus Gressitt, 1959
- Araespor darlingtoni Gressitt, 1959
- Araespor gazellus Gressitt, 1959
- Araespor longicollis Thomson, 1878
- Araespor pallidus Gressitt, 1959
- Araespor pictus (Fauvel, 1906)
- Araespor quinquepustulatum (Montrouzier, 1861)